# Észak-Korea külügyminisztereinek listája
Az alábbi szócikk a Koreai Népi Demokratikus Köztársaság (Észak-Korea) külügyminisztereit tartalmazza.

## Lista
| #  | Portré | Külügyminiszter                            | Hivatal kezdete     | Hivatal vége        | Időszak        |
| -- | ------ | ------------------------------------------ | ------------------- | ------------------- | -------------- |
| 1  |        | Pak Honjong 박헌영 (1900–1955)             | 1948. szeptember 9. | 1953. március 3.    | 4 év, 5 hónap  |
| 2  |        | Nam Ir 남일 (1915–1976)                    | 1953. március 3.    | 1959. október 23.   | 6 év, 7 hónap  |
| 3  |        | Pak Szongcshol 박성철 (1913–2008)          | 1959. október 23.   | 1970. július 1.     | 10 év, 8 hónap |
| 4  |        | Ho Dam 허담 (1929–1991)                    | 1970. július 1.     | 1983. december 1.   | 13 év, 5 hónap |
| 5  |        | Kim Jongnam 김영남 (1928–)                 | 1983. december 1.   | 1998. szeptember 5. | 14 év, 9 hónap |
| 6  |        | Pek Namszun 백남순 (1929–2007)             | 1998. szeptember 5. | 2007. január 2.     | 8 év, 3 hónap  |
| —  |        | Kang Szokcsu 강석주 (1939–2016) ideiglenes | 2007. január 3.     | 2007. május 18.     | 4 hónap        |
| 7  |        | Pak Icshun 박의춘 (1932–)                  | 2007. május 18.     | 2014. április 9.    | 6 év, 10 hónap |
| 8  |        | Ri Szujong 리수용 (1940–)                  | 2014. április 9.    | 2016. május 9.      | 2 év, 1 hónap  |
| 9  |        | Ri Jongho 리용호 (1956–)                   | 2016. május 13.     | 2020. január 18.    | 3 év, 8 hónap  |
| 10 |        | Ri Szongvon 리선권 (1960-as évek)          | 2020. január 21.    | 2022. június 11.    | 2 év, 4 hónap  |
| 11 |        | Cshö Szonhi 최선희 (1964–)                 | 2022. június 11.    | hivatalban          | 3 év, 1 hónap  |